# Osinsky (huyện của Irkutsk)
Huyện Osinsky (tiếng Nga: ? райо́н) là một huyện hành chính tự quản (raion), của Tỉnh Irkutsk, Nga. Huyện có diện tích 5153 km², dân số thời điểm ngày 1 tháng 1 năm 2000 là 22400 người. Trung tâm của huyện đóng ở Osa.